# Hope of Deliverance
Hope of deliverance is een single van Paul McCartney, afkomstig van zijn album Off the ground uit februari 1993. Op 28 december 1992 werd het nummer op single uitgebracht. Zowel single als album werd in de tijd dat het uitgegeven werd niet als zijn beste muziek beschouwd. Later vond enige rehabilitatie plaats.
Tijdens de opname van Hope of deliverance zijn volgens de percussionist Maurizio Ravalico overdubs gebruikt. Andere muzikanten waren:
- Paul McCartney – basgitaar, gitaar, zang
- Linda McCartney – autoharp, achtergrondzang
- Hamish Stuart – achtergrondzang
- Robbie McIntosh – gitaar
- Blair Cunningham – achtergrondzang en percussie
- Paul Wickens – toetsinstrumenten, programmeerwerk, percussie, achtergrondzang
- David Giovanni, Dave Pattman, Maurizio Ravalico - percussie

## Hitnoteringen
De kopers van de single trokken zich niets aan van die mening en kochten de single toch wel. Het werd geen grote hit, maar behaalde toch in veel landen hitnoteringen. In de VS vielen de verkoopcijfers tegen; de single stond zes weken genoteerd in de Billboard Hot 100 en haalde "maar" een 83e positie. In Canada werd de 5e positie behaald, Australië de 29e, Nieuw-Zeeland de 20e, Duitsland de 3e, Oostenrijk de 4e, Zwitserland de 5e. In MCartneys' thuisland het Verenigd Koninkrijk  behaalde de single j zes weken tijd een 18e positie in de UK Singles Chart.

### Nederlandse Top 40
| Positie: | 22 | 13 | 9 | 8 | 8 | 12 | 17 | 25 | 36 | uit |

### Nationale Top 100 / Mega Top 50
Tijdens de notering van de single ging de hitlijst op zondag 7 februari 1993 over in de nieuwe publieke hitlijst op Radio 3; de Top 50, die per 7 maart 1993 werd hernoemd naar Mega Top 50.
| Positie: | 82 | 50 | 26 | 18 | 14 | 10 | 10 | 9 | 11 | 18 | 21 | 28 | 38 | uit |

### Vlaamse Radio 2 Top 30
| Positie: | 11 | 11 | 8 | 8 | 7 | 12 | 11 | 16 | 18 | uit |

### Vlaamse Ultratop 50
| Positie: | 22 | 11 | 11 | 10 | 7 | 10 | 14 | 19 | 27 | 34 | 44 | uit |

### NPO Radio 2 Top 2000
| Nummer met noteringen in de NPO Radio 2 Top 2000 | '07  | '08 | '09  |
| ------------------------------------------------ | ---- | --- | ---- |
| Hope of Deliverance                              | 1880 | -   | 1959 |

1. ↑  Een '-' betekent dat het nummer niet was genoteerd en een vetgedrukt getal geeft de hoogste notering aan.
2. ↑  2007 was het eerste jaar met een notering voor dit nummer.
3. ↑  Deze tabel is bijgewerkt tot en met de laatste editie (2024).